# Mikebuda
Mikebuda je vas na Madžarskem, ki upravno spada pod podregijo Ceglédi Županije Pešta.